# 酒井忠順 (実業家)
酒井 忠順（さかい ただより、1974年（昭和49年）7月14日 - ）は、旧庄内藩主酒井家宗家19代目、荘内藩代表取締役社長。公益財団法人致道博物館代表理事館長。一般社団法人荘内酒井歴史文化振興会代表理事。父は酒井忠久、母は酒井天美、姉は大沼賀世、祖父は酒井忠明、曾祖父は酒井忠良、大叔父は酒井忠治、高祖父は酒井忠篤。

## 来歴・人物
1974年、酒井忠久の長男として山形県鶴岡市に生れる。
1997年、獨協大学経済学部卒業。その後、同大大学院経済学研究科修士課程修了。2001年、立教大学学芸員課程を修了。
その後、東京信用保証協会勤務を経て、荘内銀行に入行。同行の地域振興部門に携わり、2009年松岡物産（現・荘内藩／2016年11月に社名変更）代表取締役社長に就任。新商品の企画等を通じて庄内地方の振興にも注力している。
酒井家の菩提寺だった大督寺（鶴岡市家中新町）の隣にある酒井家の歴代当主らが眠る墓所は、これまで公開されていなかったが、歴史的意義を踏まえ公開しようと、2019年9月、一般社団法人「荘内酒井歴史文化振興会」を立ち上げ、振興会で企業や個人の賛助会員を募り、会費や寄付で整備を進め、2022年の春にも公開する方針を明らかにしている。これに先立って、クラウドファンディングで当面の維持管理費として、300万円余りを調達した。
2023年、父の退任を受け、致道博物館理事館長に就任する。

## 略歴
- 1974年（昭和49年） - 出生。
- 1993年（平成5年） - 羽黒高等学校普通科国際コース卒業。
- 1997年（平成9年） - 獨協大学経済学部経営学科卒業。
- 2001年（平成13年） - 立教大学学芸員課程修了。 東京信用保証協会に入協。
- 2006年（平成18年） - 荘内銀行に入行。
- 2009年（平成21年） - 松岡物産株式会社（2016年11月、社名を荘内藩に変更）社長に就任。
- 2016年（平成28年） - 致道博物館理事副館長に就任。
- 2019年（令和元年） - 一般社団法人荘内酒井歴史文化振興会代表理事に就任。
- 2023年（令和5年） - 致道博物館理事館長に就任。